# Lola (piłkarz)
Lola, właśc. Raimundo José Corrêa (ur. 2 stycznia 1950 w Iguatamie) – piłkarz brazylijski, występujący podczas kariery na pozycji napastnika.

## Kariera klubowa
Lola swoją piłkarską karierę rozpoczął w klubie Clube Atlético Mineiro w 1967. W barwach Galo zadebiutował 22 listopada 1967 w wygranym 3-0 meczu z Náutico Recife. Z Atlético Mineiro zdobył mistrzostwo Brazylii 1971 oraz mistrzostwo stanu Minas Gerais – Campeonato Mineiro w 1970.
W Atlético Mineiro 8 sierpnia 1971 w zremisowanym 1-1 meczu derbowym z Américą zadebiutował w lidze brazylijskiej. W latach 1973–1974 był zawodnikiem Guarani FC. W latach 1974–1978 występował w Meksyku, gdzie był zawodnikiem Amériki Meksyk i Tigres UANL. Po powrocie do Brazylii występował w Ponte Preta Campinas, Sporcie Recife i Grêmio Maringá. Ze Sportem zdobył mistrzostwo stanu Pernambuco – Campeonato Pernambucano w 1980. W barwach Maringi 23 marca 1982 w zremisowanym 0-0 meczu z Náutico Recife Lola po raz ostatni wystąpił w lidze. Ogółem w latach 1971–1982 rozegrał w lidze 83 spotkania, w których strzelił 21 bramek.
Karierę zakończył w 1984 w Botafogo Ribeirão Preto.

## Kariera reprezentacyjna
Jedyny raz w reprezentacji Brazylii Lola wystąpił 19 grudnia 1968 w wygranym 3-2 towarzyskim meczu z reprezentacją Jugosławii.